# Ernst Vlcek
Ernst Vlcek (* 9. Jänner 1941 in Wien; † 22. April 2008 in Brunn am Gebirge) war ein österreichischer Science-Fiction-Autor, der auch unter dem Pseudonym Paul Wolf schrieb (weitere waren Alfred C. Curtis, Regine Lysanek, Adam Rice und Esther Maria Schreyer).
Ernst Vlcek schloss eine kaufmännische Lehre ab und arbeitete in verschiedenen handwerklichen Berufen, ehe er seinen Lebensunterhalt als Vertreter für Vervielfältigungsautomaten und Büromaschinen bestritt. Als er die Möglichkeit bekam, vom Schreiben zu leben, gab er diesen Beruf 1970 auf. Seinen Erstling verfasste er 1963 im Team gemeinsam mit Helmuth W. Mommers (zwei Kurzgeschichtensammlungen, veröffentlicht 1964).
Neben zahlreichen serienunabhängigen Kurzgeschichten und Romanen schrieb Ernst Vlcek jahrzehntelang für die Heftserie Perry Rhodan und auch von 1971 bis 1974 für deren Ableger Atlan. Sein erstes Perry-Rhodan-Taschenbuch erschien 1968 (Nr. 46, Planet unter Quarantäne), das erste Atlan-Heft 1971 (Nr. 22), das erste Perry-Rhodan-Heft ebenfalls 1971 (Nr. 509). Für die Perry-Rhodan-Hefte 1211 bis 1999 war er Exposé-Autor.
Ernst Vlcek war auch Autor und Exposé-Autor für die Fantasy-Heftserie Mythor.
Ferner hat er die Serie Dämonenkiller konzipiert, die zusammen mit dem Spin-off Coco Zamis auch heute noch in Buchform weitergeführt wird. Hierfür steuerte er Exposés und Romane bei. Aktuell hatte er die ab 2007 in Buchform herausgegebene Serie Sternensaga überarbeitet und zum Abschluss gebracht, schrieb an der Serie SunQuest mit und veröffentlichte Kurzgeschichten in diversen Verlagen.
Ernst Vlcek verstarb unerwartet an plötzlichem Herzversagen in Brunn am Gebirge. Mit seiner Frau Regina war er seit 1965 verheiratet und hatte zwei Söhne.
Posthum wurde ihm 2009 der Kurd-Laßwitz-Preis für das Lebenswerk verliehen.

## Werke (Auswahl)
- 2007: Sternensaga #1: Arena der Nurwanen. ISBN 978-3-927071-07-0.
- 2007: Sternensaga #2: Irrlichter des Geistes. ISBN 978-3-927071-08-7.
- 2007: Sternensaga #3: Orakel der Sterne. ISBN 978-3-927071-09-4.
- 2008: Sternensaga #4: Treffpunkt Gulistan. ISBN 978-3-927071-10-0.